# JUNO
キム・ムヨンは、韓国出身の歌手、ファッションモデル、ドラマ俳優。元野球選手。韓国ではZUNO（주노）、中国では金俊浩（Kim Junho）の名前で活動していた。2013年キム・ムヨンに改名している。元東方神起、現JYJのメンバーであるジュンスの双子の兄。 身長187cm、体重78kg。優しい顔立ちと高身長かつスタイルの良さから日本をはじめアジア全域においてファッションモデルとしての活動が中心となっている。日本の著名デザイナー、カメラマン、監督らとの親交が深く、また有名韓国家庭料理チェーンのチェゴヤと広告契約し、高田馬場 JUNO店の店舗名称をもっている。

## 経歴
2011年4月頃、エイベックスと日本での専属契約を交わす。同年7月29日、ファースト写真集「JUNO」（幻冬舎）を発売。翌8月31日、日本でのデビューシングル「Fate」を発売。
2011年8月31日発売の浜崎あゆみのミニアルバム「FIVE」に「Why... feat. JUNO」が収録。同年、エイベックスが総力を挙げて展開する夏の野外フェス“a-nation”にデビュー新人では異例のトリで、浜崎あゆみのステージで出演を果たす。また、浜崎あゆみと共にアパレルブランド“LANDS OF Eden.”への広告契約を機に日本においては、一躍ファッションモデルとしての仕事が多角的に広がり、高身長かつ筋肉質なスタイルから各界のデザイナーより強い支持を受けている。2009年1月11日、双子の弟のジュンスとジュノの母親は豆乳会社と広告契約を結んだ。その後双子の兄ジュノの広告撮影場に兄の応援に訪れ、家族愛を見せた。また、韓国においては俳優として韓流ドラマに出演している。

## ディスコグラフィー

### 日本
シングル
| 枚  | 発売日         | タイトル                 | 販売形態                                                       | 規格品番                         | 最高位 |
| --- | -------------- | ------------------------ | -------------------------------------------------------------- | -------------------------------- | ------ |
| 1st | 2011年8月31日  | Fate                     | CD+DVD CD                                                      | RZCD-46903 RZCD-46904            | 15位   |
| 2nd | 2011年12月21日 | believe...〜君を信じて〜 | CD+DVD（PV付） CD+DVD（快感ストロベリー〜秘蜜の花園〜収録） CD | RZCD-46991 RZCD-46992 RZCD-46993 | 10位   |
| 3rd | 2012年5月16日  | Everything               | CD+DVD CD                                                      | RZCD-59068 RZCD-59069            | 10位   |

アルバム
| 枚  | 発売日         | タイトル | 販売形態          | 規格品番                         | 最高位 |
| --- | -------------- | -------- | ----------------- | -------------------------------- | ------ |
| 1st | 2012年10月17日 | STYLE    | CD+2DVD CD+DVD CD | RZCD-59211 RZCD-59212 RZCD-59213 | 41位   |

## 出演

### 日本
- ピロートーク〜ベッドの思惑〜 第9話（2012年11月29日、関西テレビ） - スンリ 役